# ROX-Filer
ROX-Filer es un gestor de archivos para X Window System. Puede ser usado él solo como un gestor de archivos o puede ser usado como parte del escritorio ROX. Es el gestor de archivos por defecto en alguna distribución linux como Puppy Linux y Dyne:bolic y fue usado en Xubuntu hasta que Thunar llegó a ser estable.
ROX-Filer utiliza las librerías gráficas GTK+ y está disponible bajo GPL, por lo que es software libre